# Gare d'Abiko
La gare d'Abiko (我孫子駅, Abiko-eki) est une gare ferroviaire japonaise située dans la ville d'Abiko dans la préfecture de Chiba. Elle est gérée par la East Japan Railway Company (JR East).

## Situation ferroviaire
La gare d'Abiko est située au point kilométrique (PK) 31,3 de la ligne Jōban. Elle marque le début de la branche Abiko de la ligne Narita.

## Histoire
La gare a été inaugurée le 25 décembre 1896.

## Services aux voyageurs

### Accès et accueil
La gare dispose d'un bâtiment voyageurs, avec guichet, ouvert tous les jours.

### Desserte
- Ligne Jōban (rapid) :
  - voies 1 et 2 : direction Toride, Mito et Iwaki
  - voies 4 et 5 : direction Matsudo et Ueno (interconnexion avec la ligne Ueno-Tokyo pour Tokyo et Shinagawa)
- Ligne Narita : 
  - voies 2 et 4 : direction Narita
- Ligne Jōban (local) :
  - voie 6 : direction Toride
  - voies 6 à 8 : direction Ayase (interconnexion avec la ligne Chiyoda pour Yoyogi-Uehara)